# Burubergduva
Burubergduva (Gymnophaps mada) är en fågel i familjen duvor inom ordningen duvfåglar.

## Utseende och läte
Burubergduvan är en stor duva med ljusgrått på hjässa och nacke, skiffergrå ovansida och gräddvitt på strupe och bröst, mot buken mer laxrosa. Noterbart är även en röd ögonring och rött längst in på den ljusa näbben. Ungfågeln är brunare ovan och mörkare under. Lätena har ännu inte bekräftats, men djupa "wuooo" har rapporterats. 

## Utbredning och systematik
Fågeln förekommer enbart i bergsskogar på ön Buru i södra Moluckerna. Den behandlas numera som monotypisk, det vill säga att den inte delas in i några underarter. Tidigare ansågs serambergduva (Gymnophaps stalkeri) ingå som underart. 

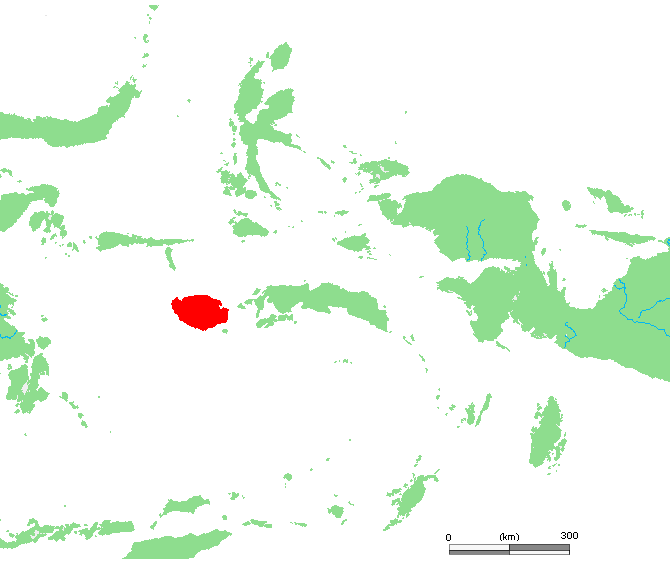
Fågeln förekommer endast på ön Buru i Moluckerna.

## Levnadssätt
Burubergduvan hittas i bergsskogar, ibland även i låglänta områden. Den ses enstaka eller i par.

## Status
Arten har ett begränsat utbredningsområde, men beståndet anses vara stabilt. IUCN kategoriserar arten som livskraftig. Världspopulationen uppskattas till mellan 20 000 och 50 000 vuxna individer.